# Wuchereria bancrofti
Wuchereria bancrofti är en parasit inom släktet Wuchereria och fylumet Nematoda. Wuchereria bancrofti orsakar en maskinfektion som kallas lymfatisk filariasis vilket kan få besvärliga följder, bl.a. det groteska tillståndet elefantiasis. Sjukdomen sprids via myggor och förekommer i tropiska och subtropiska regioner. Wuchereria bancrofti utvecklas från larvstadier (mikrofilarier) till fullbildade rundmaskar (filarier) under sin livscykel i både människa och mygga.

## Historia
År 1877 beskrev Patrick Manson livscykeln för Wuchereria bancrofti. Året därpå, 1878, identifierade han att Wuchereria bancrofti är smittämnet bakom sjukdomen lymfatisk filariasis, vilket kan leda till det besvärande sjukdomstillståndet elefantiasis. Manson fann även att myggor är insektsvektorer för sjukdomen.

## Morfologi
Wuchereria bancrofti har i vuxet tillstånd lång, smal kroppsbyggnad med ett långt cylindriskt svalg. Honorna kan bli upp till 100 mm långa och 0,3 mm breda. Hanarna är ungefär 40 mm långa och 0,1 mm breda. Kroppen hos parasiten består av bland annat underhud, ytterhud samt lager av muskler. Uppbyggnaden hos både hanen och honan är likadana. Parning mellan honan och hanen leder till produktion av tusentals mikrofilarier, som är små outvecklade maskar som brukar kallas för “för-larver” eller avancerade embryon. Mikrofilarierna är omkring 244-296 µm, 7,5- 10 µm tjocka och rör sig. De saknar funktionell mage och förtär därför inte föda. Mikrofilarier inom arten Wuchereria bancrofti är förslutna av en mantel som särskiljer arten från andra arter. Mikrofilarierna mognar till L3-larver som är ungefär 1,4- 2.0 mm långa.

## Livscykel
En infekterad mygga som bär på mogna mikrofilarier (L3-stadiet) sticker en människa. Mikrofilarierna flyttar sig från myggans snabel till människans blodsystem och tar sig vidare till det perifera lymfatiska systemet. Där sätter de sig i lymfkärlen och påbörjar sin fortsatta utveckling till ett vuxet stadium, filarier. Därefter parar sig filarierna och tusentals mikrofilarier produceras. Filarierna kan observeras i människans lymfkärl i den nedre delen av kroppen, framför allt i bäckenet och benen. Där lever de tätt omslingrade med varandra och bildar därmed små nästen. 

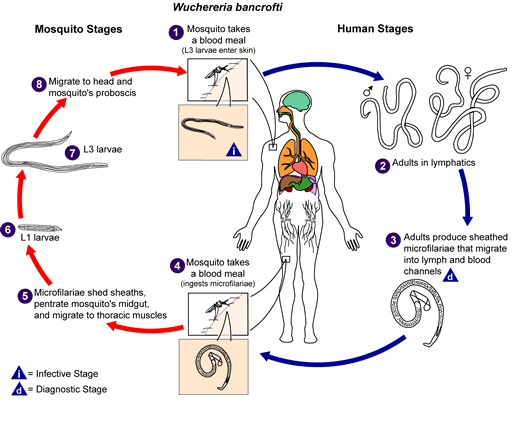
Livscykel Wuchereria bancrofti.
1. Myggan suger blod. L3 (larvstadium 3) går igenom huden.
2. Vuxna maskar i lymfkärlen.
3. Vuxna maskar producerar mantlade mikrofilarier som vandrar in i lymfan och blodkärl.
4. Mygga suger återigen blod och får i sig mikrofilarier.
5. Mikrofilarien med sin mantel penetrerar myggans mellangärde och migrerar till bröstkorgsmusklerna.
6. L1 larv
7. L3 larv
8. Migrerar till myggans huvud och snabel.

Mikrofilariernas aktivitet växlar mellan natt och dag och de befinner sig antingen i den perifera cirkulationen eller i de större kärlen. När de befinner sig i den perifera cirkulationen tas mikrofilarierna upp av en dag- eller nattmygga via blodet. Inuti myggan genomgår mikrofilarierna en process med början i myggans matspjälkningskanal, förs vidare till myggans bröstkorg där de sedan vidareutvecklas till larvens tredje stadium (L3). Denna period sträcker sig över 7 till 21 dagar. Den nu mogna L3-larven tar sig upp till huvudet och ut i myggans snabel så att den kan överföras till en ny värd (människa) när myggan åter sticker. Larverna förflyttas till människans hud och kan därefter ta sig in i människans blodcirkulation genom myggans stickhål. Livscykeln för Wuchereria bancrofti är nu sluten och processen börjar på nästa varv.

## Epidemiologi och utbredning
Wuchereria bancrofti förekommer framför allt i tropiska och subtropiska regioner av Afrika, Kina, Indien, Indonesien och Sydamerika, men också på öar i Stilla havet. Parasiten sprids genom olika sorters myggor, i släktena Culex,
Anopheles och Aedes. Culex-myggan lever främst i stads- och tätbebyggda områden, Anopheles-myggan hittas på landsbygden och Aedes-myggan finns huvudsakligen på endemiska öar i Stilla havet. Människan är Wuchereria bancroftis enda reservoar, det vill säga att det är endast hos människan parasiten lever och reproducerar sig. I 73 länder världen över hotas 1,4 miljarder människor av lymfatisk filariasis som kan orsakas av Wuchereria bancrofti.  Idag beräknas 120 miljoner människor vara smittade, av dessa har ungefär 40 miljoner människor fått försämrad fysisk kapacitet och mer eller mindre vanställts på grund av infektionen.

## Sjukdomsförlopp
Lymfatisk filariasis är en sjukdom som framkallas av tre olika nematoder. Wuchereria bancrofti, Brugia malayi och Brugia timori. 90% av sjukdomsfallen orsakas av W. bancrofti. Sjukdomen är vektorburen, med det menas att den överförs av mygga från människa till människa. I detta fall är vektorn en mygga. Blir man smittad tar det cirka 8-12 månader innan mikrofilarier kan upptäckas i blodet. W. bancrofti kan leva upp till 6-8 år i sin värd och stör då immunsystemet och det lymfatiska systemet. Sjukdomens symptom är varierande, från högst omärkbara symptom till ett svårare tillstånd, kallat elefantiasis. Man brukar dela in sjukdomstillstånden i tre olika faser: asymptomatisk, inflammatorisk (akut) samt kronisk fas.

### Asymptomatisk fas
De flesta som infekteras är asymptomatiska, vilket innebär att de inte visar några yttre synliga tecken på infektion. Trots omärkbara symtom kan skador på njurar och i lymfsystem uppstå. Även kroppens immunsystem kan påverkas av infektionen.

### Akut fas
I den akuta fasen uppstår inflammation i hud, lymfkörtlar och lymfkärl. Inflammationen uppstår på grund av att kroppens eget immunförsvar försöker försvara sig mot parasiten. Inflammationen medför på längre sikt en vävnadssvullnad som kallas lymfödem.

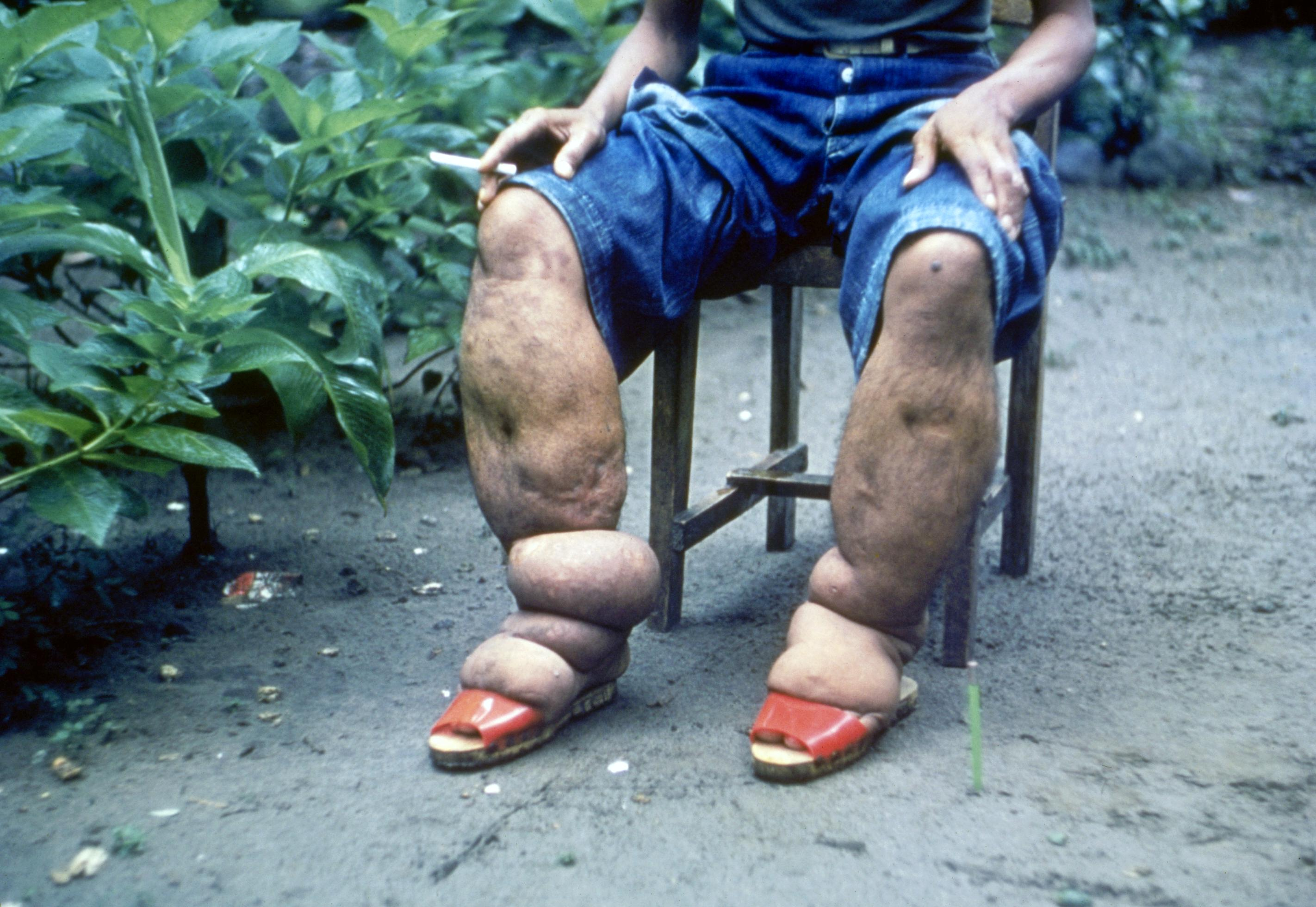
Den kroniska fasen, elefantiasis.

### Kronisk fas
Lymfödem kan kopplas till det sista kroniska tillståndet, där svullnaden blir så kraftig att huden och vävnaden spricker och blir vätskande. En så pass sårbar hud kan lätt infekteras av bakterier som stafylokocker och streptokocker. Det kroniska tillståndet kan på lång sikt förtjocka vävnaden och huden vilket leder till det groteska tillståndet elefantiasis. Elefantiasis är smärtsamt, dock mycket ovanligt. Kroppsdelar, framförallt ben och könsorgan antar extrema proportioner av svullnader samt vanställdhet. De enorma svullnaderna beror på att filarierna blockerar dräneringen av lymfa, det vill säga vätskan som finns i lymfkärlen. Lymfan ansamlas i kärl, vätskan kan inte ta sig ut utan stannar kvar och svullnader uppstår.

## Diagnostik
Det finns olika metoder för att upptäcka parasiten hos människor. Mikrofilarier kan identifieras i människokroppen genom kapillärt blodprov, det vill säga blodprovsstick i fingret. De vuxna filarierna, som ligger i nästen i lymfkärlen, kan istället upptäckas med hjälp av ett ultraljud.
Diagnos kan också fastställas genom fynd av antikroppar mot parasiten i patienten. 

## Behandling och åtgärder
En utrotning av sjukdomen lymfatisk filariasis kan förhindra onödigt lidande och minska fattigdomen runt om i världen. Det finns i dagsläget inget
vaccin mot sjukdomen men för att förhindra spridning av infektionen rekommenderas en omfattande behandling med engångsdoser av två läkemedel till samtliga personer i områden där smittan finns. Läkemedlen som används är albendazol (400 mg) tillsammans med ivermektin (150- 200 mcg/kg) eller dietylkarbamazincitrat (6 mg/kg). Medicinerna har god effekt mot mikrofilarierna vilket bidrar till minskad spridning av parasiter till myggor. Medicinerna har däremot sämre effekt på filarierna. Man behandlar alla personer som bor i de utsatta områdena under en tidsperiod av 4-6 år för att på lång sikt utrota sjukdomen. Om sjukdomen nått det kritiska stadiet elefantiasis går den inte att behandla medicinskt utan kräver kirurgiska ingrepp. Andra förebyggande åtgärder som kan vidtagas är att använda myggspray och att sova under myggnät i de utsatta områdena.